# Lưu Quần
Lưu Quần (nascido em 19 de junho de 1925) é um ex-ciclista olímpico vietnamita. Representou sua nação em dois eventos nos Jogos Olímpicos de Verão de 1952.